# سلب جهاد
سِلِب جهاد (به انگلیسی: Celeb Jihad) نام یک وب‌سایت است که برای اشتراک تصاویر خصوصی لو رفته از افراد معروف و سلبریتی‌ها به‌شکلی هجوآمیز و به عنوان نوعی جهاد، شناخته‌شده است. دیلی بیست از سلب جهاد به‌عنوان یک «و‌ب‌سایت هجوآمیز شایعات سلبریتی‌ها» یاد می‌کند.
این وب‌سایت خود را به عنوان "یک وب‌سایت طنز حاوی شایعات منتشر شده، گمانه زنی‌ها، فرضیات، عقاید، داستان‌ها و همچنین اطلاعات واقعی" توصیف می‌کند. این سایت صاحب خود را با عنوان "دورکا دورکا محمد"، یک تروریست با نام ساختگی، معرفی می‌کند که هدفش «از بین بردن فرهنگ سمی سلبریتی» در آمریکا است.
این وب‌سایت در انتشار مجموعه‌ای از تصاویر و ویدئوهای لو رفته که عموماً تصور می‌شود از تلفن‌های همراه هک شده‌اند، نقش داشته‌است؛ تصاویری که تحت پروژه‌ای با نام «فپنینگ 2.0» به سرقت رفته بودند.
در اوت سال ۲۰۱۷، این سایت تصاویر برهنه‌ای از لیندزی وان، تایگر وودز، مایلی سایرس، کریستن استوارت و کاترین مک‌فی منتشر کرد. تصاویر وان و وودز که در ۲۱ اوت منتشر شده‌بودند در واکنش آشکار به تهدیدات قانونی، در ۲۳ اوت پاک شدند؛ عکس‌های کارلی بوث نیز در ۲۳ یا ۲۴ اوت حذف گردیدند.
در نوامبر ۲۰۱۷، سلب جهاد، تصاویر برهنه‌ای از کشتی‌گیران WWE، پِیج، جوجو آفرمن و ماریا کانلیس، پخش کرد؛ آخرین مورد از پخش‌ زنجیره‌ای تصاویر برهنه سلبریتی‌های WWE در آن زمان. این وب‌سایت همچنین تصاویر و ویدیوهای برهنه ساختگی‌ای، از سلبریتی‌های بسیاری را نیز پخش نموده‌است؛ از جمله تصاویر و ویدیوهای جعلی مگان مارکل، تیلور سوئیفت، مگان فاکس و کیت آپتون.